# Robert Szczerbala
 Rober Szczerbala  (ur. 9 stycznia 1971) – polski koszykarz na pozycji rzucającego obrońcy w zespole Spójni Stargard (1990–1995; 1995–1998); na koniec kariery był w zespole Górnika Wałbrzych (2005–2006).

## Życiorys
Związany był z Zespołem Szkół Budowlano-Technicznych w Stargardzie Szczecińskim. W roku 1990 zadebiutował w pierwszoligowym zespole Spójnia Stargard, gdzie w sezonie 1990/1991 zagrał w pięciu meczach. W latach 1991–1993 rozegrał w stargardzkim zespole drugoligowym 44 spotkania. W 1994 grał dalej w Spójni, gdzie w rundzie zasadniczej sezonu 1993/94 w rozgrywkach I ligi drużyna zajęła pierwsze miejsce i awansowała do PLK (ekstraklasa). W sezonie tym rozegrał 28 meczów ze średnią 7,9 pkt. W sezonie 1994/1995 zagrał w dwudziestu meczach, po czym w kolejnym sezonie grał w drugoligowej Kotwicy Kołobrzeg, gdzie rozegrał osiem spotkań.

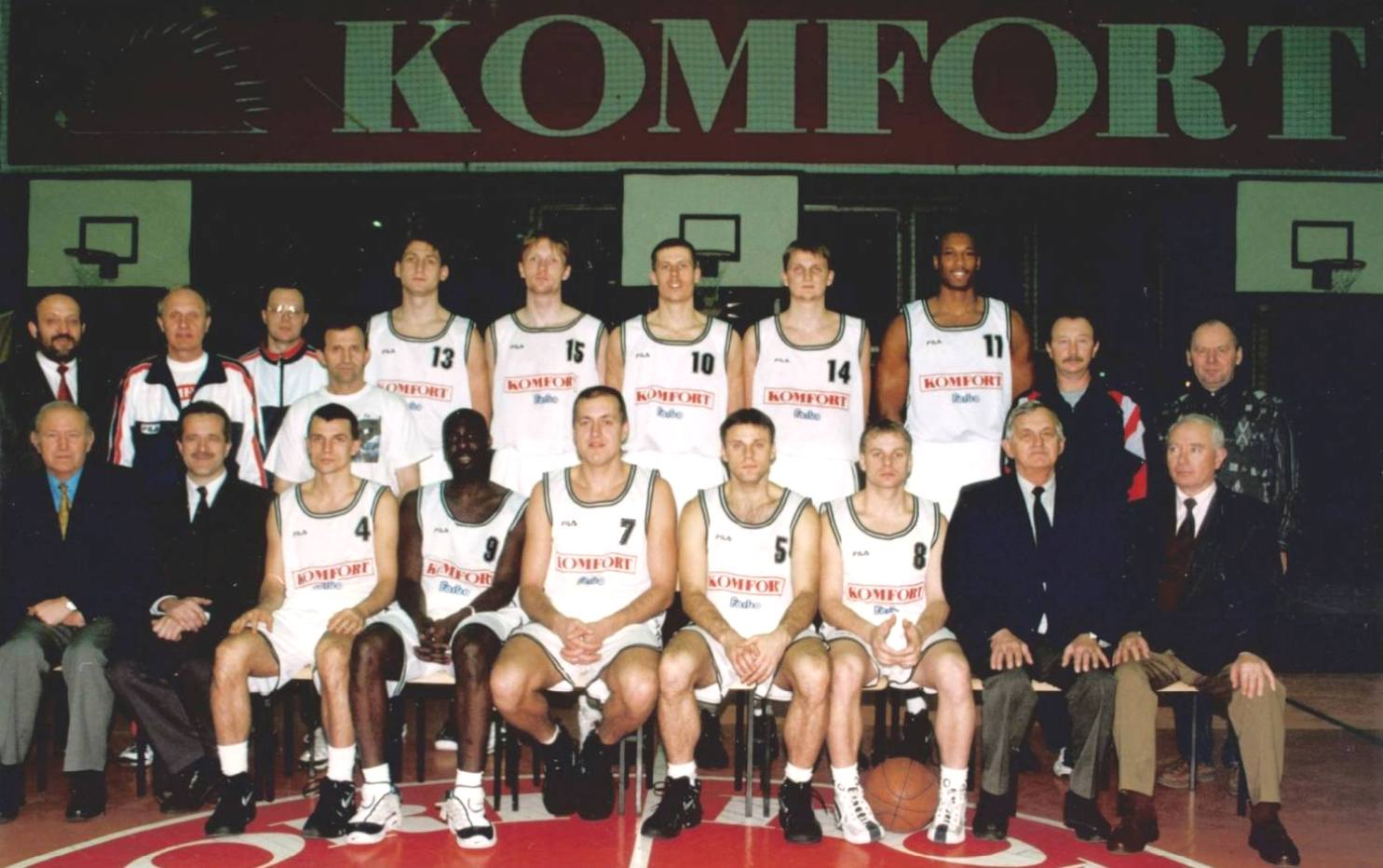
Robert Szczerbala (nr 8) w Klubie – Komfort Forbo Stargard (1997–1998)

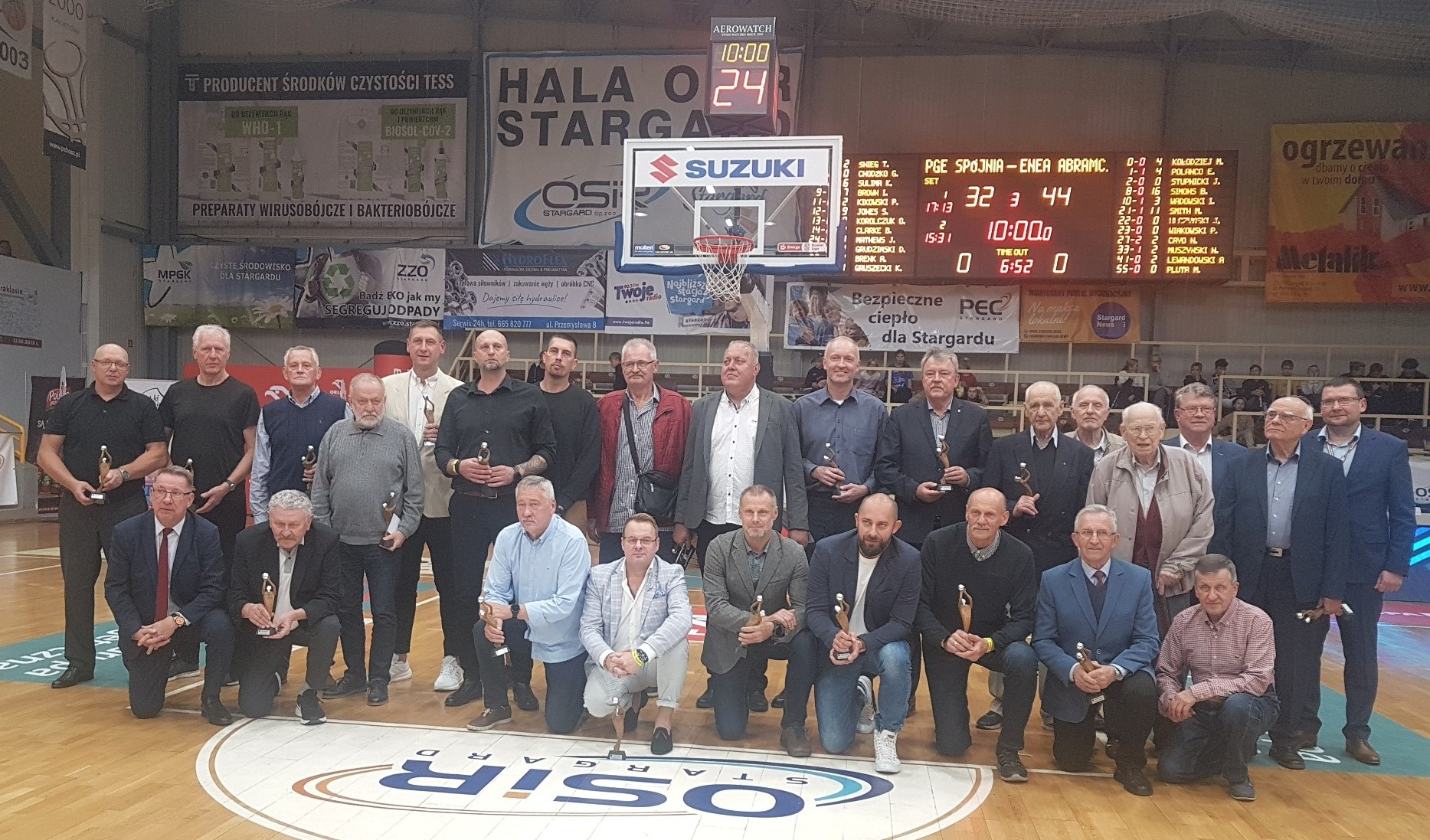
Stargard, 2023. Robert Szczerbala wśród gości honorowych PGE Spójni

W 1995 powrócił do Stargardu zaliczając w sezonie 1995/1996 11 meczów w PLK. W sezonie 1996/1997 rozegrał 45 spotkań, gdzie jego zespół zdobył pierwszy tytuł w historii klubu – wicemistrzostwo Polski. W kolejnym sezonie w stargardzkiej drużynie zanotował 31 meczów, po czym 1998 zagrał w Kielcach w klubie Cersanitu Nomi, gdzie do 2000 uczestniczył w 69 spotkaniach ze średnią 5,8 pkt. W 1999 wraz z drużyną Cersanitu Nomi (prowadzona przez trenera Stanisława Dudzika), awansował do koszykarskiej ekstraklasy, a zespół z Kielc był objawieniem rozgrywek Lech Basket Ligi w sezonie 1999/2000. W roku 2000 jego kolejnym klubem był zespół Zagłębia Sosnowiec, gdzie zagrał w 13 meczach ze średnią 6,6 pkt.. 
W roku 2000 zagrał w szczecińskim zespole SKK Szczecin w siedmiu meczach. Od 2001 do 2003 grał w zespole drugoligowym Viking Rumia w 49 spotkaniach ze średnią 11,4. Od 2003 do 2004 nie grał, po czym w 2004 powrócił do treningów i gry w stargardzkim pierwszoligowym zespole, gdzie trenerem był Miodrag Gajić. W Stargardzie rozegrał 28 meczów. Karierę koszykarską zakończył w roku 2006 w Górniku Wałbrzych, gdzie w wieku 35 lat zagrał w dwóch spotkaniach. Robert Szczerbala jako wychowanek stargardzkiego klubu Spójni Stargard rozegrał 212 spotkań zdobywając 1175 pkt., w tym w ekstraklasie uczestniczył w 146 meczach. W swojej kariery koszykarskiej ma 360 rozegranych meczów i zdobył 1892 ze średnią punktów 5.3. 
25 czerwca 2022 uczestniczył w Kielcach w meczu gwiazd kieleckiego klubu. W roku 2023 uczestniczył w obchodach 60-lecia ZSBT z okazji których zagrał w meczu z okazji 60-lecia stargardzkiej budowlanki. 30 września 2023 uczestniczył w spotkaniu byłych koszykarzy, trenerzy i działaczy Spójni Stargard, którym jako gościom honorowym wręczono przed meczem z Eneą Abramczyk Astorią Bydgoszcz pamiątkowe statuetki z napisem „Przyjaciel Klubu”. 
6 września 2024 podczas obchodów 75-lecia powstania Spójni Stargard został odznaczony Złotą Honorową Odznaką Polskiego Związku Koszykówki. 

## Osiągnięcia
Na podstawie, o ile nie zaznaczono inaczej.

### Drużynowe
- wicemistrz Polski (1997)
- Uczestnik rozgrywek:
  - Koracia (1995/1996), (1996/1997), (1997/1998)

## Historyczne składy Roberta Szczerbali (zawodnik)
Robert Szczerbala zadebiutował w stargardzkim zespole w 1990. Robert Szczerbala grał w zespole stargardzkim w różnych składach, z następującymi zawodnikami:

### Sezon 1991/1992 (I liga)
Spójnia w sezonie 1991/1992 rozpoczęła rozgrywki w II lidze:
Skład z lat 1991/1992:
| Nr | Poz. | Nar.   | Nazwisko i imię        | Data urodzenia | Wzrost | Masa ciała |
| -- | ---- | ------ | ---------------------- | -------------- | ------ | ---------- |
| 4  | S/C  | Polska | Bartosz, Mariusz       | 1962           | 200 cm |            |
| 7  | S    | Polska | Cieliński, Marek       | 1969-04-25     | 197 cm |            |
| ?  | O    | Polska | Jóźwiak, Jacek         | 1964           | 196 cm |            |
| 5  | G/F  | Polska | Koziorowicz, Krzysztof | 1957-03-24     | 181 cm |            |
| 9  | S    | Polska | Matyga, Ireneusz       | 1966           | 198 cm |            |
|    | PG   | Polska | Miłek, Waldemar        | 1965           | 189 cm |            |
| 3  | S    | Litwa  | Stepanovicius, Ricard  | 1966           | 196 cm |            |
| 3  | S    | Litwa  | Legus, Valdas          | 1966           | ? cm   |            |
| 8  | R    | Polska | Purwiniecki, Ireneusz  | 1963-06-29     | 188 cm |            |
| 14 | R    | Polska | Szczerbala, Robert     | 1971-01-9      | 172 cm |            |
| 6  | S    | Polska | Śpiewak, Grzegorz      | 1973-03-15     | 192 cm |            |

Trener:  Grzegorz Chodkiewicz
 Asystenci: Mieczysław Major

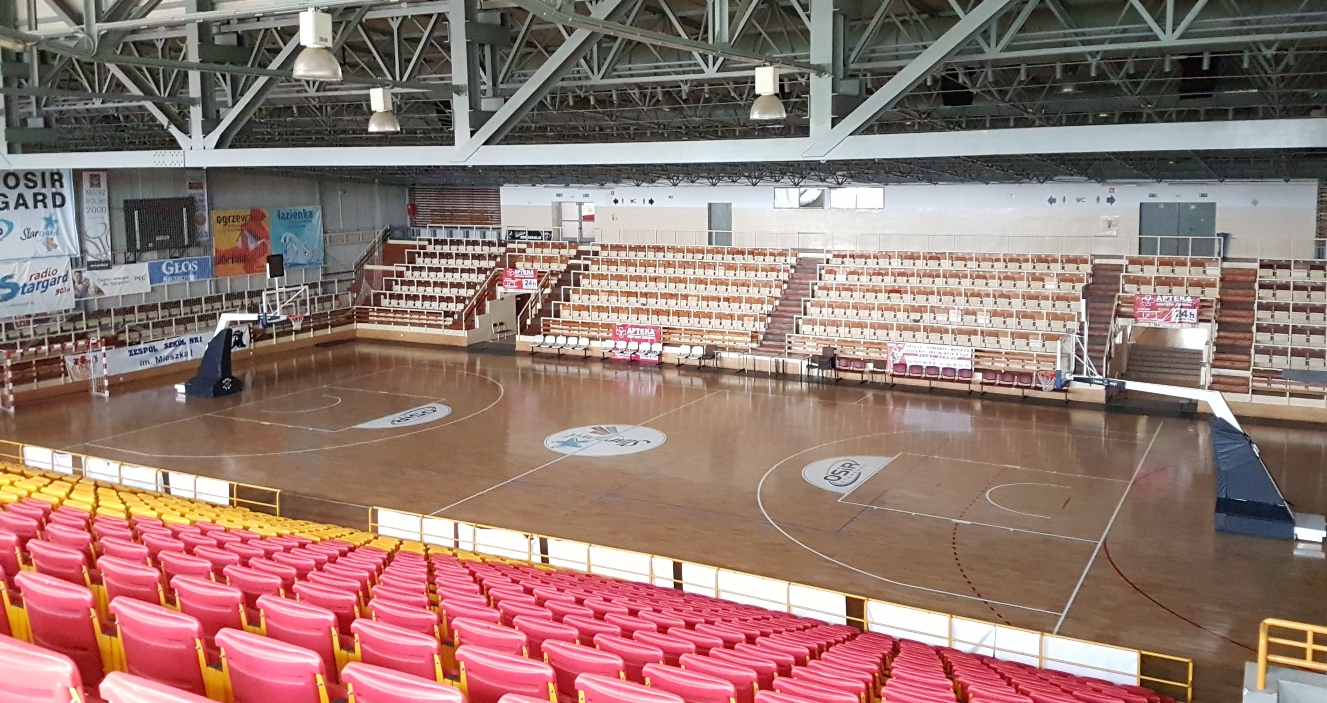
Robert Szczerbala zadebiutował w Spójni w nowej hali sportowej w 1990

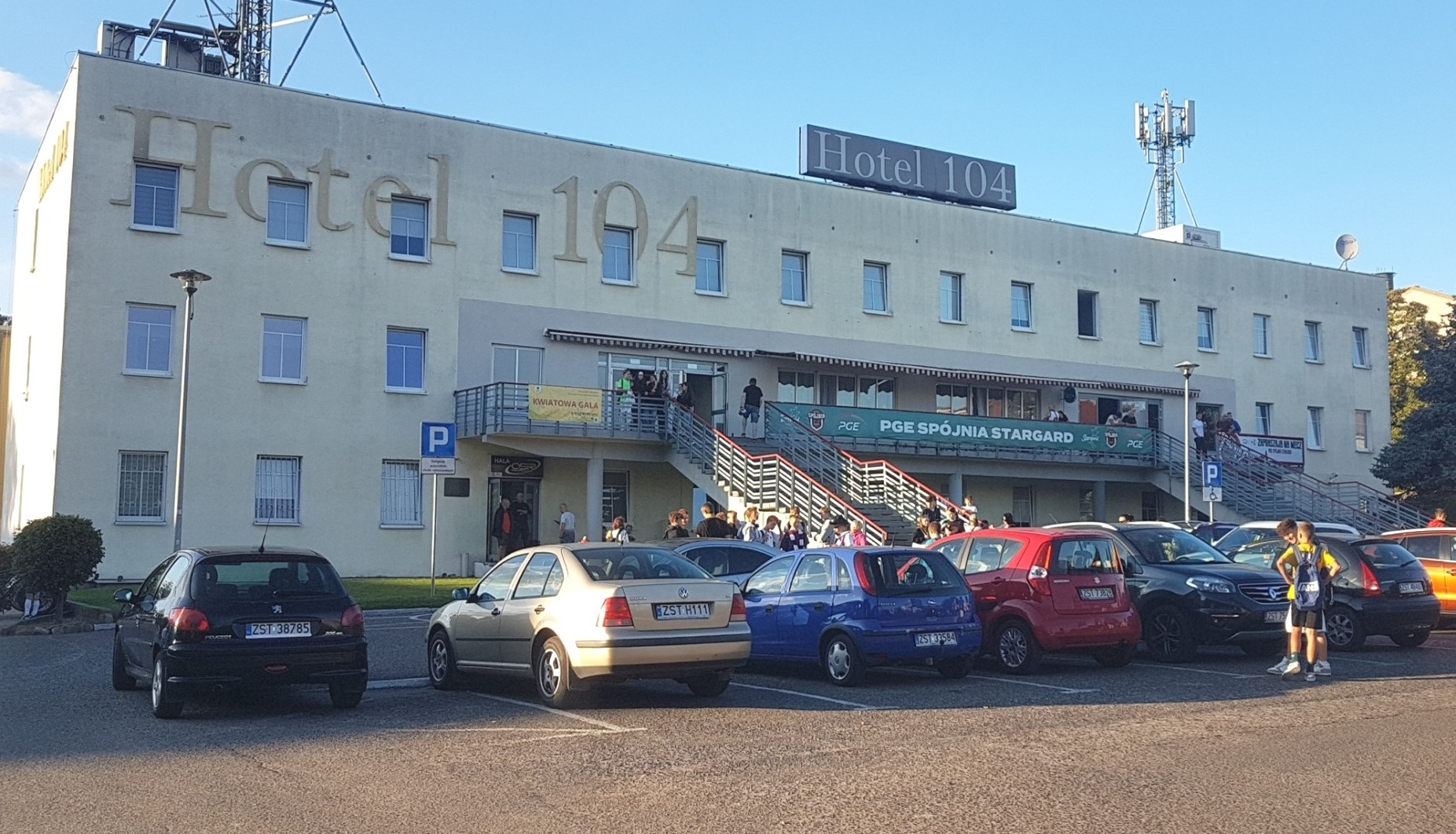
Hala OSiR i Hotel 104 (2023)

- kierownik drużyny:Ryszard Pasikowski

### Sezon 1995/1996 (PLK)
Spójnia w sezonie 1995/1996 grała w I lidze (ekstraklasa)

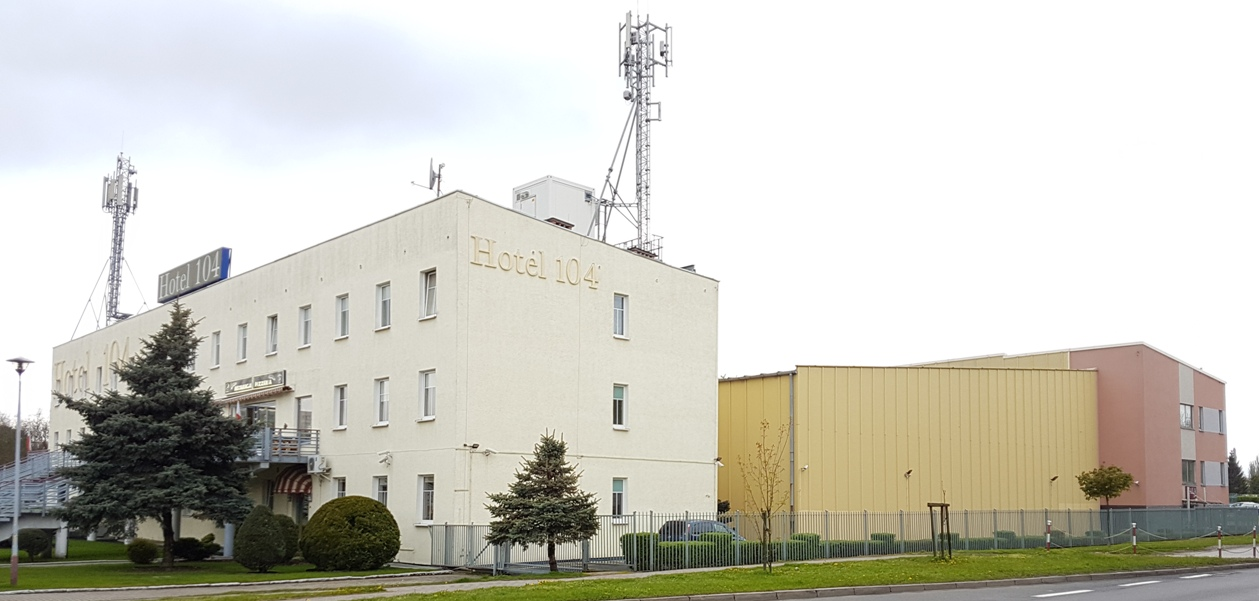
Robert Szczerbala grał w stargardzkiej hali sportowej do 2005

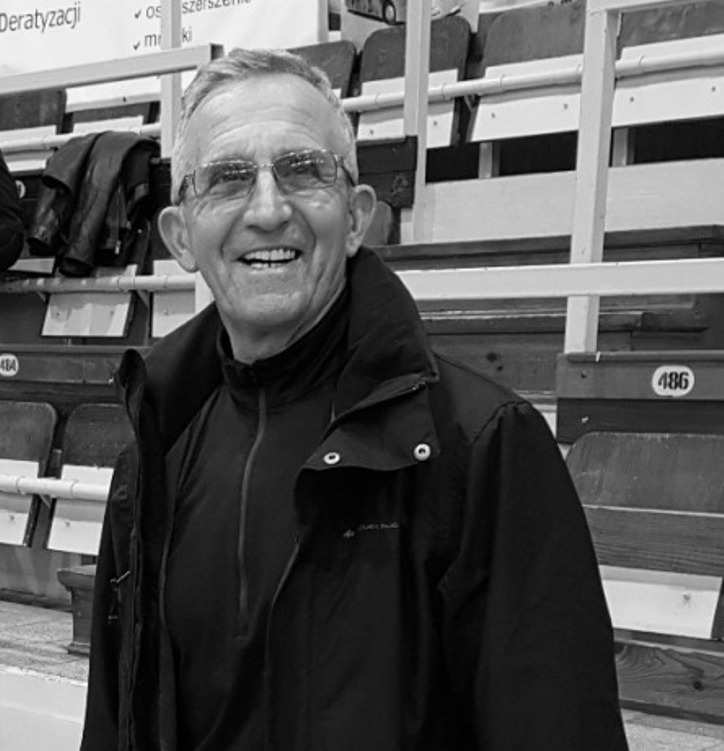
Ryszard Janik był trenerem Roberta Szczerbali

Skład z lat 1995/1996:
| Nr | Poz. | Nar.              | Nazwisko i imię       | Data urodzenia | Wzrost | Masa ciała |
| -- | ---- | ----------------- | --------------------- | -------------- | ------ | ---------- |
| 8  | C    | Stany Zjednoczone | Eggleston, Martin     | 1967-01-27     | 209 cm |            |
| ?  | R    | Stany Zjednoczone | Williams, Keith       | 1965-03-30     | 180 cm |            |
| 3  | R    | Polska            | Kościuk, Robert       | 1969-01-17     | 186 cm |            |
| 8  | R    | Polska            | Purwiniecki, Ireneusz | 1963-06-29     | 188 cm |            |
| 7  | S    | Polska            | Cieliński, Marek      | 1969-04-25     | 197 cm |            |
| 5  | R    | Polska            | Dubij, Wiesław        | 1970-10-06     | 185 cm |            |
| 10 | S/C  | Polska            | Molenda, Andrzej      | 1975-02-07     | 203 cm |            |
| 14 | R    | Polska            | Szczerbala, Robert    | 1971-01-9      | 172 cm |            |
| 4  | S    | Polska            | Dubicki, Jarosław     | 1966-01-20     | 185 cm |            |
| 6  | S    | Polska            | Śpiewak, Grzegorz     | 1973-03-15     | 191 cm |            |
| 15 | S    | Polska            | Wiekiera, Paweł       | 1978-01-14     | 205 cm |            |
| 12 | C    | Polska            | Kołodziejczak, Jerzy  | 1965-10-13     | 205 cm |            |

Trener:  Krzysztof Koziorowicz
 Asystenci: Ryszard Janik

### Sezon 1996/1997 (PLK – wicemistrzostwo)
Spójnia w sezonie 1996/1997 rozpoczęła rozgrywki w PLK i na koniec sezonu zdobyła tytuł wicemistrza Polski i grała w składzie:

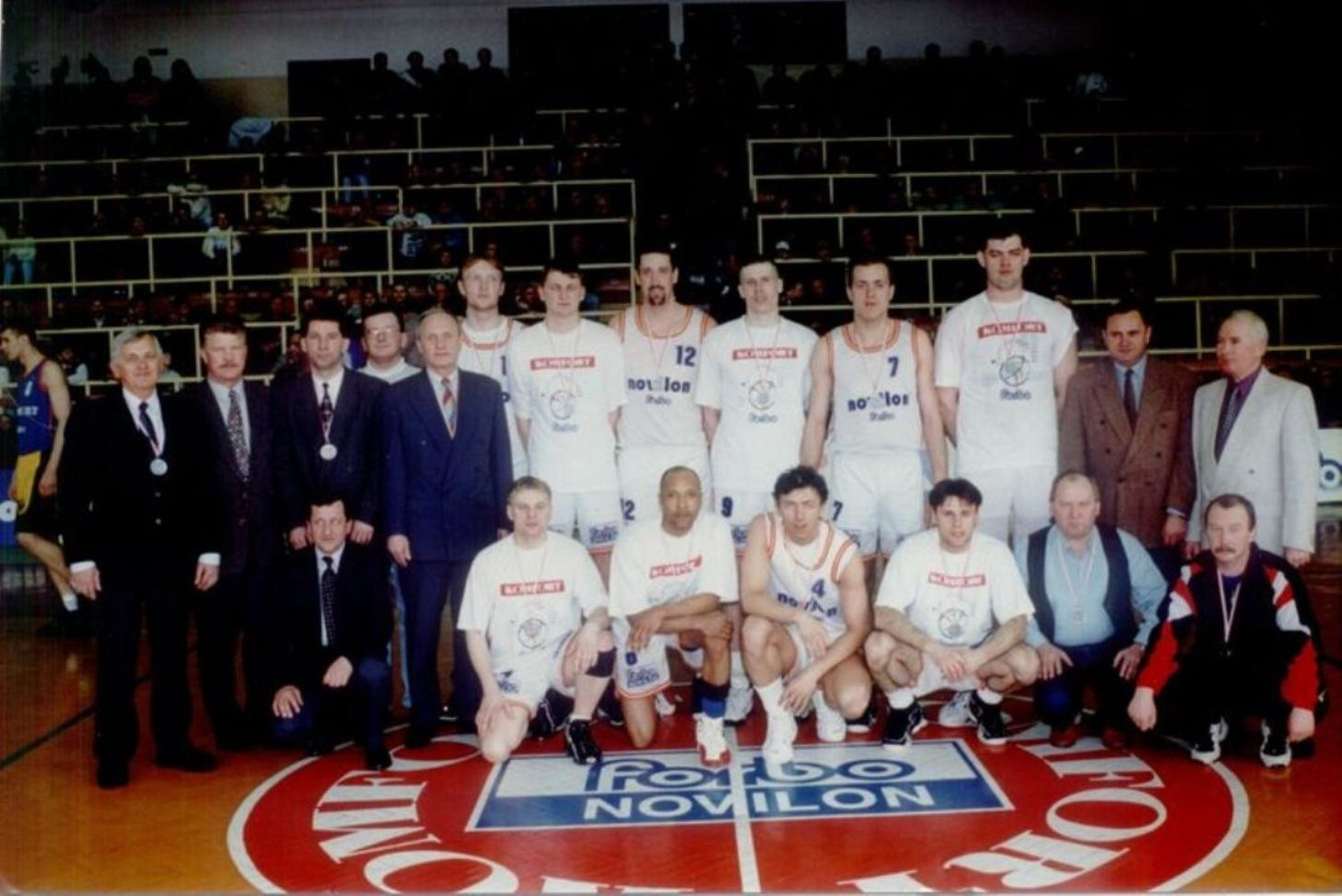
Stargard Szczeciński, 1997. Robert Szczerbala w stargardzkim zespole wicemistrzowskim. Zawodnicy od lewej: Wiekiera, Morkowski, Mc Naull, Ignatowicz, Cieliński, Wilangowski, klęczą: Szczerbala, Wiliams, Sobczyński, Dubij

| Nr | Poz. | Nar.              | Nazwisko i imię        | Data urodzenia | Wzrost | Masa ciała |
| -- | ---- | ----------------- | ---------------------- | -------------- | ------ | ---------- |
| 7  | S    | Polska            | Cieliński, Marek       | 1969-04-25     | 198 cm |            |
| 5  | R    | Polska            | Dubij, Wiesław         | 1970-10-06     | 185 cm |            |
| 12 | C    | Stany Zjednoczone | McNaull, Joseph        | 1972-06-23     | 208 cm |            |
| 11 | R    | Polska            | Szczerbala, Robert     | 1971-01-09     | 172 cm |            |
| 14 | S    | Polska            | Morkowski, Robert      | 1974-08-21     | 200 cm |            |
| 4  | R    | Polska            | Sobczyński, Marek      | 1963-10-29     | 194 cm |            |
| 15 | S    | Polska            | Wiekiera, Paweł        | 1978-01-14     | 205 cm |            |
| 13 | S    | Polska            | Ignatowicz, Piotr      | 1975-02-07     | 195 cm |            |
| 8  | C    | Polska            | Grudziński, Wiktor     | 1978-04-09     | 207 cm |            |
| 6  | C    | Polska            | Wilangowski, Krzysztof | 1965-03-30     | 210 cm |            |
| 13 | R    | Stany Zjednoczone | Williams, Keith        | 1965-03-30     | 180 cm |            |

Trener:  Tadeusz Aleksandrowicz
 Asystenci: Krzysztof Koziorowicz

### Sezon 2004/2005 (I liga)

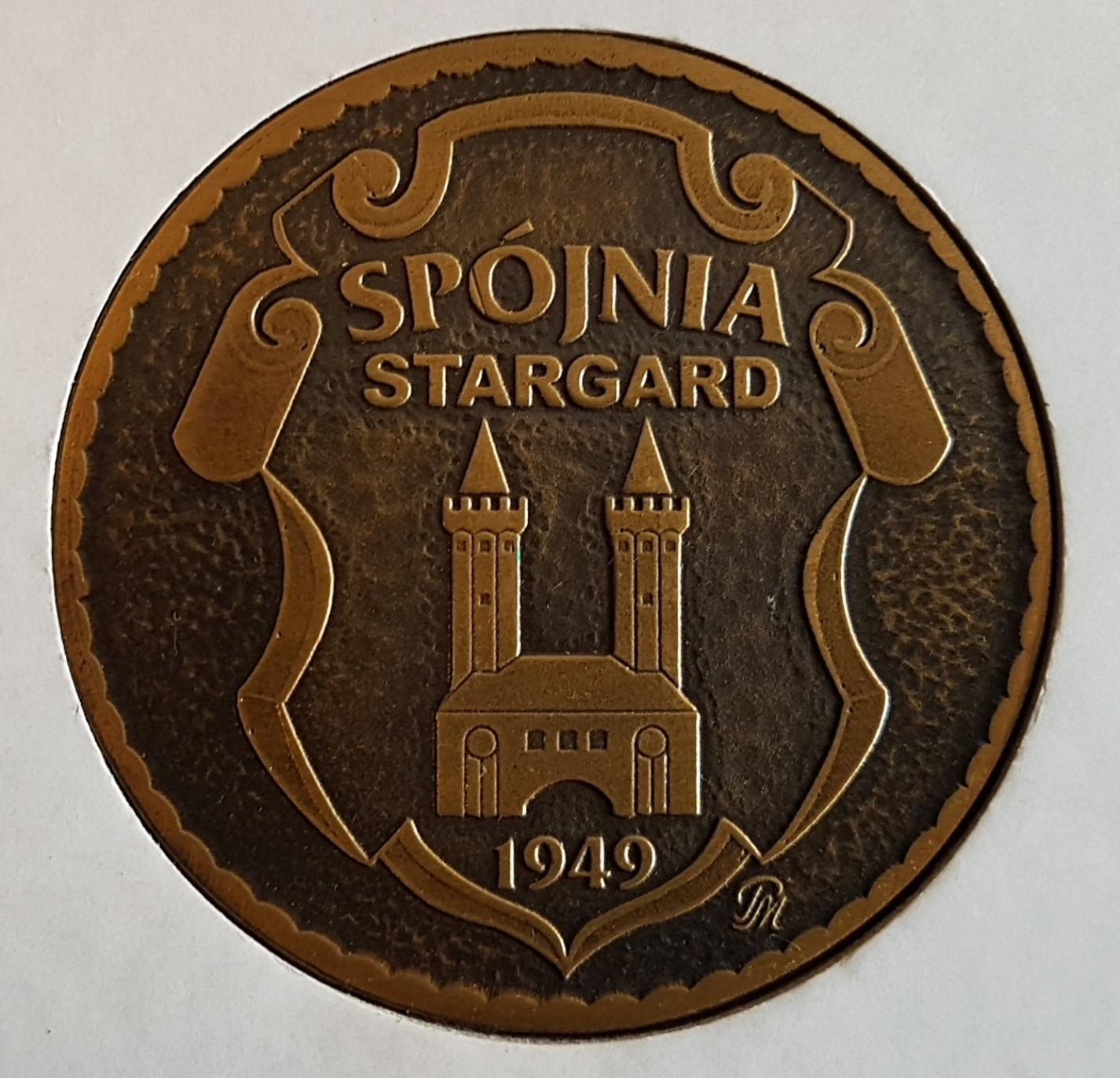
Robert Szczerbala otrzymał Medal 60-lecia

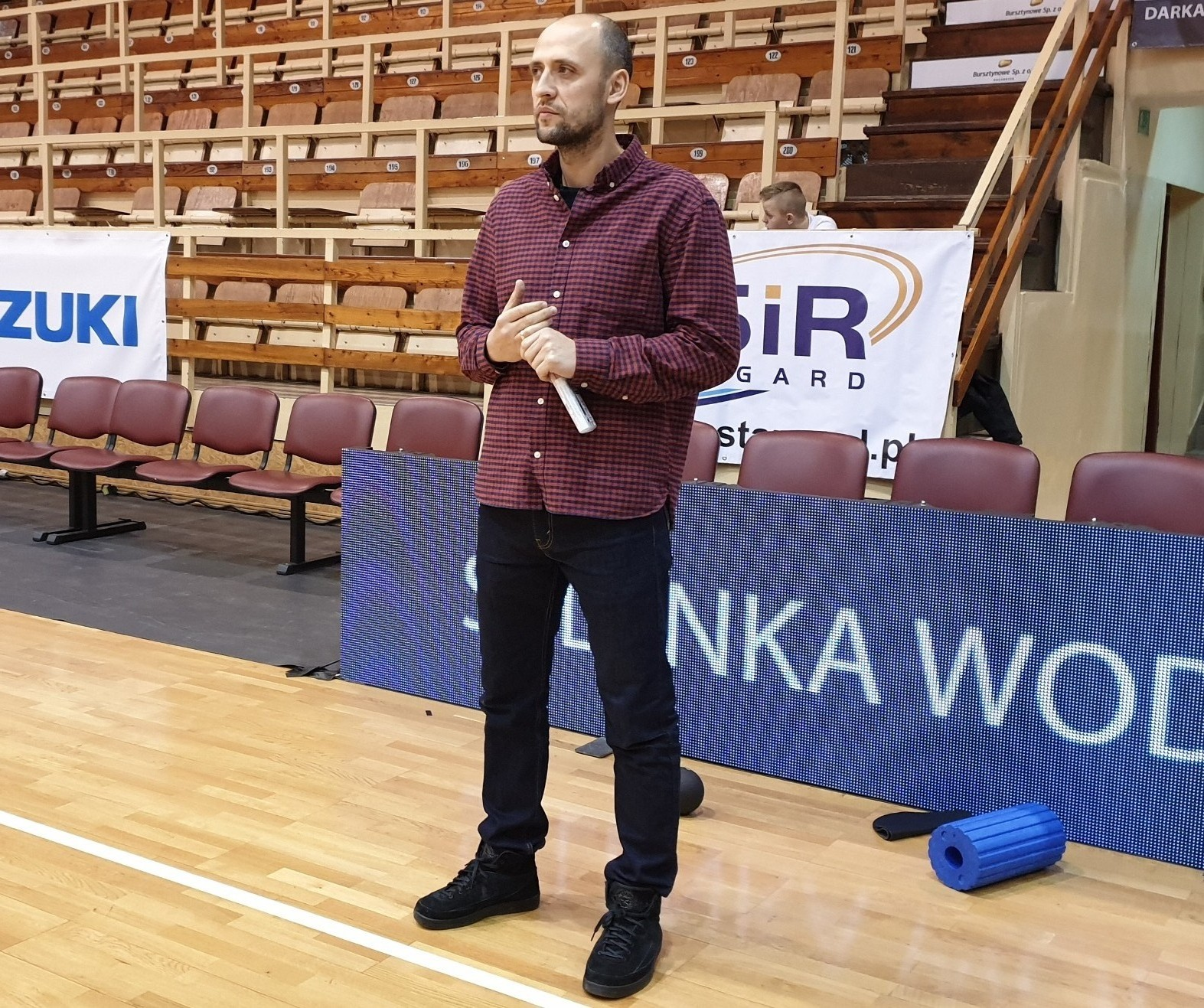
Robert Szczerbala grał z K. Piechuckim (2004-2005)

Spójnia w sezonie 2004/2005 grała w I lidze po spadku z PLK w składzie:
| Nr | Poz. | Nar.   | Nazwisko i imię      | Data urodzenia | Wzrost | Masa ciała |
| -- | ---- | ------ | -------------------- | -------------- | ------ | ---------- |
| ?  | O    | Polska | Baszak, Tomasz       | 1982-02-11     | 183 cm |            |
| ?  | S    | Polska | Biela, Łukasz        | 1980-02-25     | 197 cm |            |
| ?  | S    | Polska | Kamiński, Bartosz    | 1983-05-12     | 202 cm |            |
| ?  | S    | Polska | Leończyk, Paweł      | 1986-10-05     | 203 cm |            |
| ?  | O/S  | Polska | Mazur, Hubert        | 1984-06-10     | 189 cm |            |
| 7  | O    | Polska | Nizioł, Piotr        | 1969-01-15     | 190 cm |            |
| ?  | O    | Polska | Piechucki, Kamil     | 1983-07-28     | 186 cm |            |
| ?  | S    | Polska | Soczewski, Arkadiusz | 1982-06-09     | 201 cm |            |
| ?  | S    | Polska | Sudowski, Maciej     | 1977-02-13     | 206 cm |            |
| 6  | O    | Polska | Szczerbala, Robert   | 1971-01-9      | 172 cm |            |
| ?  | S    | Polska | Łukomski, Marek      | 1980-12-02     | 188 cm |            |
| ?  | S    | Polska | Zarzeczny, Marcin    | 1987-05-26     | 195 cm |            |

Trener:  Miodrag Gajić
 Asystenci: Ireneusz Purwiniecki
Uwaga: Miodrag Gajicia zastąpił Ireneusz Purwiniecki

## Ciekawostki

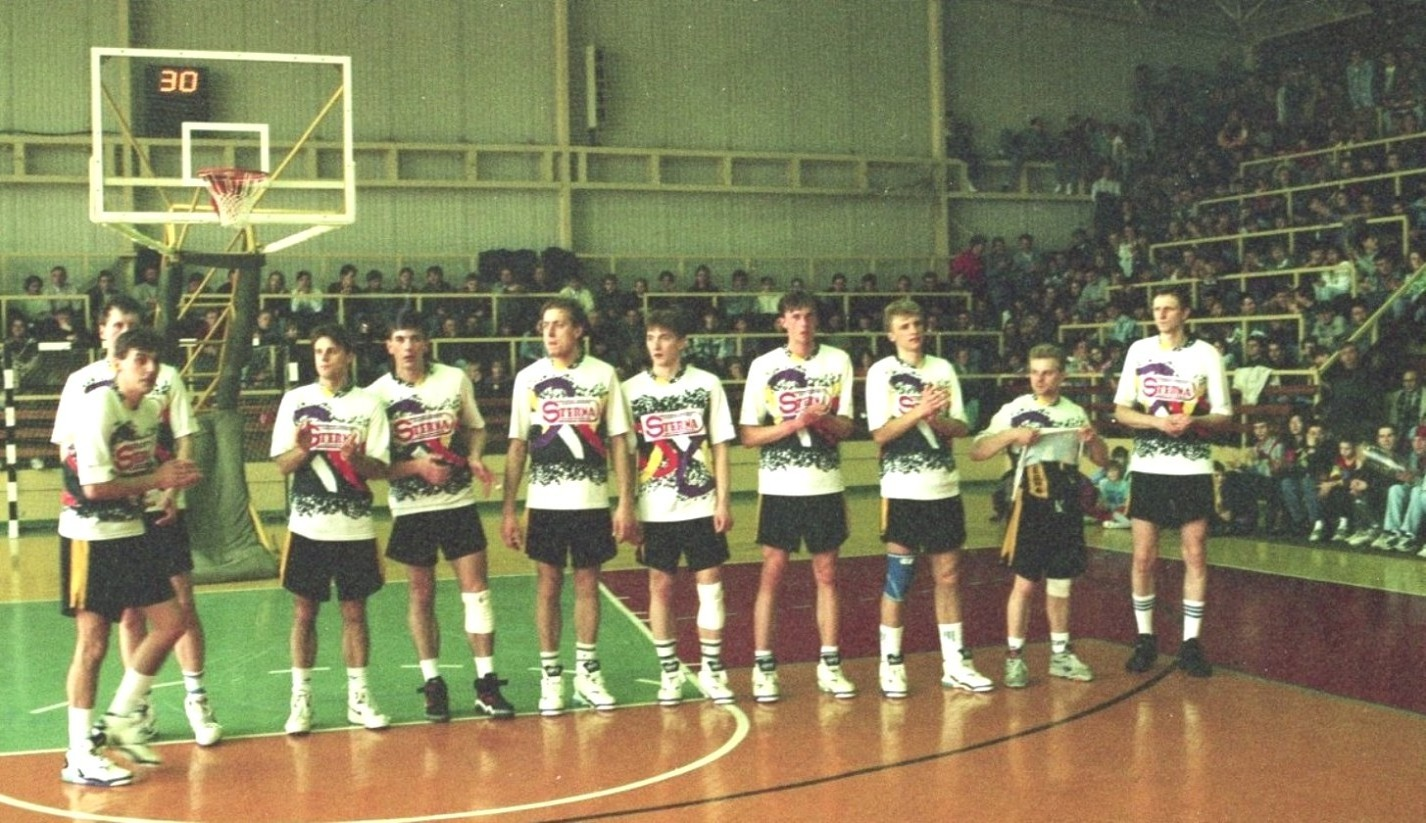
Robert Szczerbala (P2) – Spójnia Sterna Stargard (27.03.1994)

Ciekawostki związane z Robertem Szczerbalą:
- pierwszym obiektem, gdzie Robert Szczerbala jako junior trenował i grał, była sala gimnastyczna Szkoły Podstawowej nr 12 (obecnie Zespół Szkół Ogólnokształcących i Gimnazjum Integracyjne w Stargardzie), potem w 1990 w wielofunkcyjnym obiekcie przy ul. Pierwszej Brygady 1;
- Robert Szczerbala w stargardzkim klubie rozegrał 212 spotkań zdobywając 1175 punktów;
- w 2019 podczas przerwy w meczu Spójni i Stali Ostrów Robert Szczerbala będąc w wieku 47 lat w konkursie dla kibiców oddał w drugiej próbie celny rzut z połowy boiska;
- boiskowy pseudonim: „Bala”.